# Chivalry: Medieval Warfare
Chivalry: Medieval Warfare (tạm dịch: Hiệp sĩ: Chiến tranh Trung cổ) là trò chơi máy tính thuộc thể loại hành động nối mạng nhiều người chơi được phát triển bởi hãng Torn Banner Studios như là tựa game thương mại đầu tiên của họ. Trò chơi lấy bối cảnh trong một thế giới hư cấu giống như thời Trung cổ và có lối chơi chiến đấu tương tự bản mod Half-Life 2 của các nhà phát triển đã phát hành trước đó là Age of Chivalry. Ngày 20 tháng 9 năm 2012, một đoạn trailer được phát hành có ghi ngày phát hành đến ngày 16 tháng 10 năm 2012. Các nhà phát triển đã khẳng định rằng trò chơi sẽ độc quyền cho PC, dù họ cho biết là khả năng có mặt trên các phiên bản hệ console nếu lãi suất đủ lớn.

## Cách chơi
Chivalry có cơ chế lối chơi y như Age of Chivalry, một bản mod của Half-Life 2 được tạo ra bởi nhà phát triển như nhau là Torn Studios Banner. Phần chiến đấu chủ yếu là cận chiến được thực hiện từ góc nhìn thứ nhất hoặc góc nhìn thứ ba sử dụng các vũ khí thời trung cổ như kiếm, chùy, trường cung và một số vũ khí khác trong thời đại này dùng để chém, đâm và loạt mưa tên đốn ngã kẻ địch. Trò chơi còn có sự xuất hiện của máy ném đá, máy lăng đá và dầu sôi dùng để tấn công quân địch và công sự của họ. Các trận đấu trực tuyến bị ảnh hưởng thông qua lối chơi dựa trên mục tiêu, chẳng hạn như chọc thủng cổng thành bằng một chiếc xe đục thành hoặc cướp bóc trại địch. Trong khi trò chơi không có phần chiến dịch chơi đơn, thì nhà phát triển dự tính tạo ra một chế độ chơi offline trong tương lai.
Trong trò chơi, quốc gia hư cấu Agatha là trong một cuộc nội chiến với hai phe là Hiệp sĩ Agatha và Giáo binh đoàn Mason đang giao tranh lẫn nhau để kiểm soát khu vực. Người chơi chọn một trong hai phe cánh và chọn một số lớp nhân vật, mỗi lớp đều có một bộ kỹ năng và vũ khí trang bị khác nhau.

## Phát triển
Trò chơi dựa vào bản mod miễn phí Age of Chivalry dành cho Half-Life 2. Các nhà phát triển đã tân trang hệ thống chiến đấu từ bản mod, làm thay đổi cả cận chiến và chiến đấu tầm xa. Chivalry còn có tính năng môi trường tương tác và một hệ thống chuyển động "trực quan hơn", cũng như mảng đồ họa và diễn hoạt mới mẻ. Bản mod ban đầu được tạo ra sử dụng bộ Source game engine của Half-Life 2, trong khi Chivalry giờ lại sử dụng Unreal Engine. Trò chơi lần đầu tiên được công bố dưới tựa đề Chivalry: Battle For Agatha vào ngày 20 tháng 5 năm 2010 nhưng kể từ đó đã đổi tên thành tựa đề như hiện nay. Vào ngày 15 tháng 9 năm 2012, Chivalry được tài trợ thành công trên Kickstarter.